# Urmas Viilma

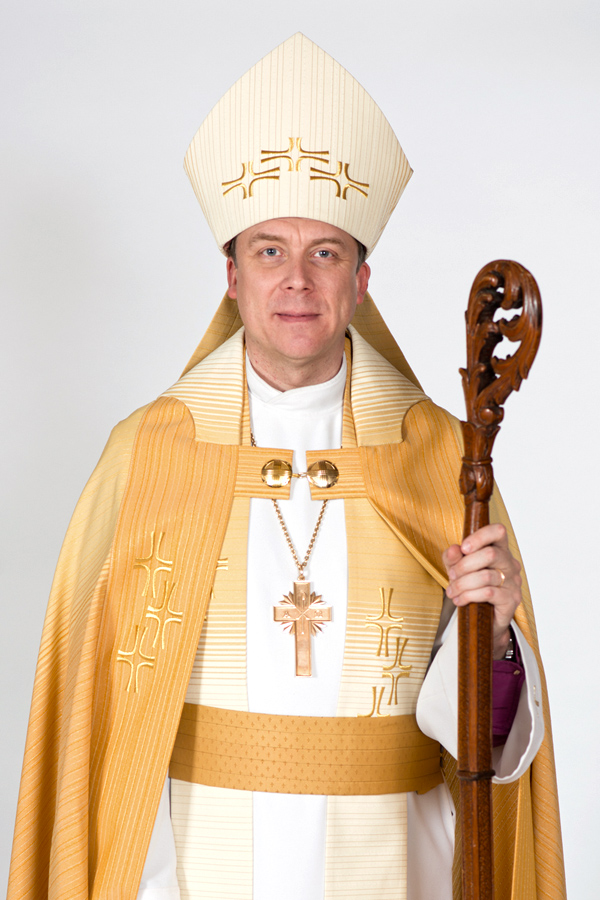
Urmas Viilma (2016)

Urmas Viilma (* 13. August 1973 in Tallinn) ist ein estnischer lutherischer Geistlicher und Erzbischof der Estnischen Evangelisch-Lutherischen Kirche (EELK).

## Leben
Urmas Viilma machte 1991 sein Abitur am Saue Gymnasium in Harjumaa. Von 1991 bis 1998 studierte er Theologie am Theologischen Institut der EELK und schloss hier mit einem Magister der Theologie ab. Am 2. Mai 1993 wurde er zum Diakon und am 15. September 1998 zum Pastor ordiniert. Vergleichbar dem Vikariat in deutschen evangelischen Landeskirchen, war er 1993 der Michaelskirche in Keila als Diakon zugeordnet und von 1995 bis 1998 der Jakobikirche in Pärnu-Jaagupi. Von 1998 bis 2005 war er hier Pastor.
2010 wurde er zum Pastor der Domkirche in Tallinn gewählt und am 21. Februar durch Erzbischof Andres Põder in sein Amt eingeführt.
Er war in verschiedenen Aufgaben der Kirchenverwaltung tätig, so als Assessor (2005 bis 2008) und Kanzler (seit 2008) des Konsistoriums  der EELK sowie als Aufsichtsratsmitglied der kirchlichen Bank und der Liegenschaftsverwaltung der EELK.
Am 26. November 2014 wurde er zum Nachfolger von Andres Põder als Erzbischof der EELK gewählt. Seine Amtseinführung fand am 2. Februar 2015 im Tallinner Dom statt.

## Politisches Engagement
Viilma war kommunalpolitisch aktiv und von 1996 bis 2003 Gemeinderatsmitglied in Halinga. Von 2005 bis 2013 war er Gemeindevorsteher der Landgemeinde Saue.
Er gehörte von 2001 bis zum 16. Oktober 2013 der konservativen Partei Isamaaliit bzw. ihrer Nachfolgerin Isamaa ja Res Publica Liit an und ist nun parteilos.

## Familie
Urmas Viilma ist verheiratet mit Egle Viilma, der Direktorin der Domschule (Nachfolgerin der Ritter- und Domschule zu Reval) in Tallinn. Das Paar hat eine Tochter.